# Distretto di Sukhumi
Il distretto di Sukhumi è una municipalità della Georgia, de facto appartenente all'Abcasia. Il suo capoluogo è Sukhumi.